# Billings Farm

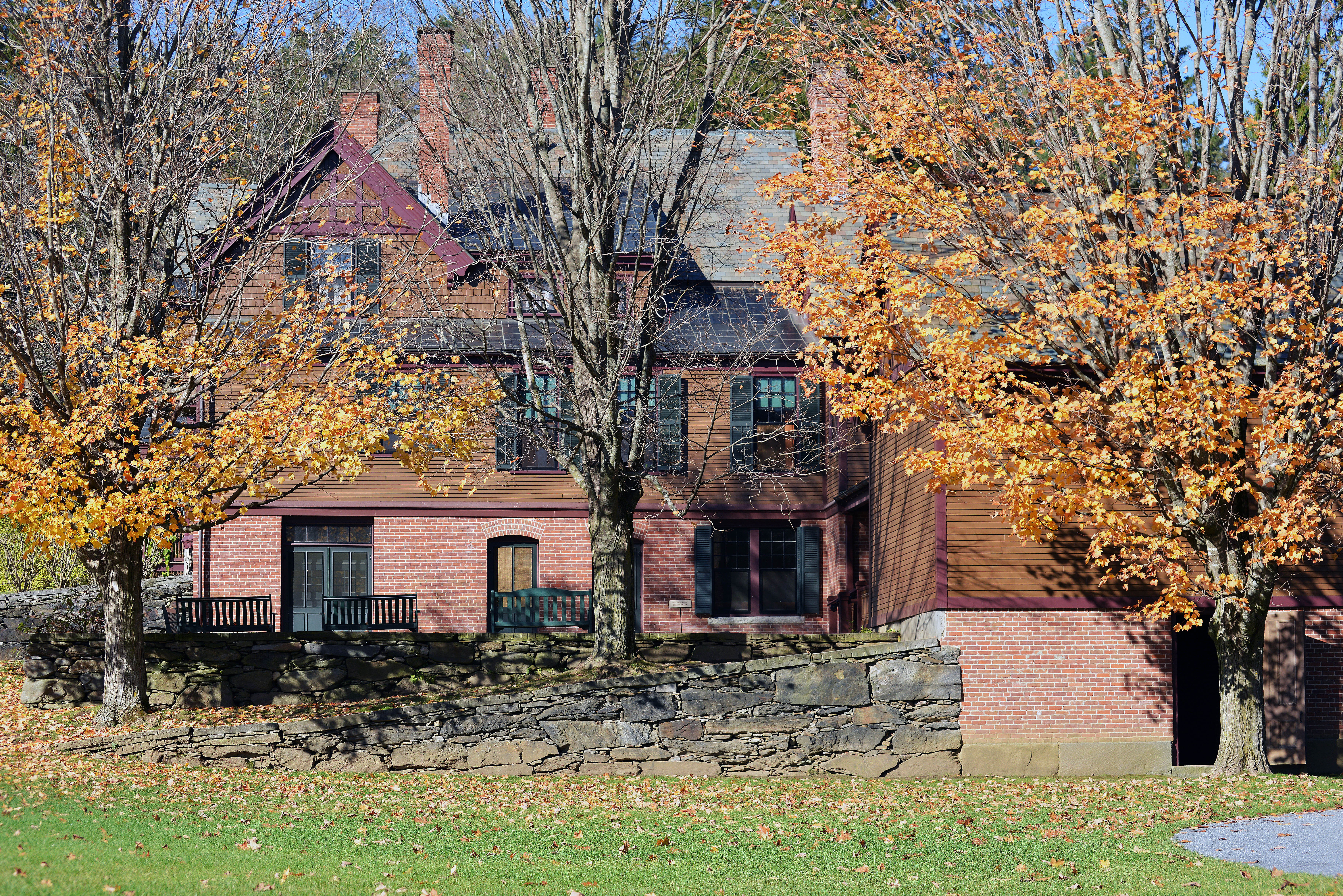
Das Farmhaus

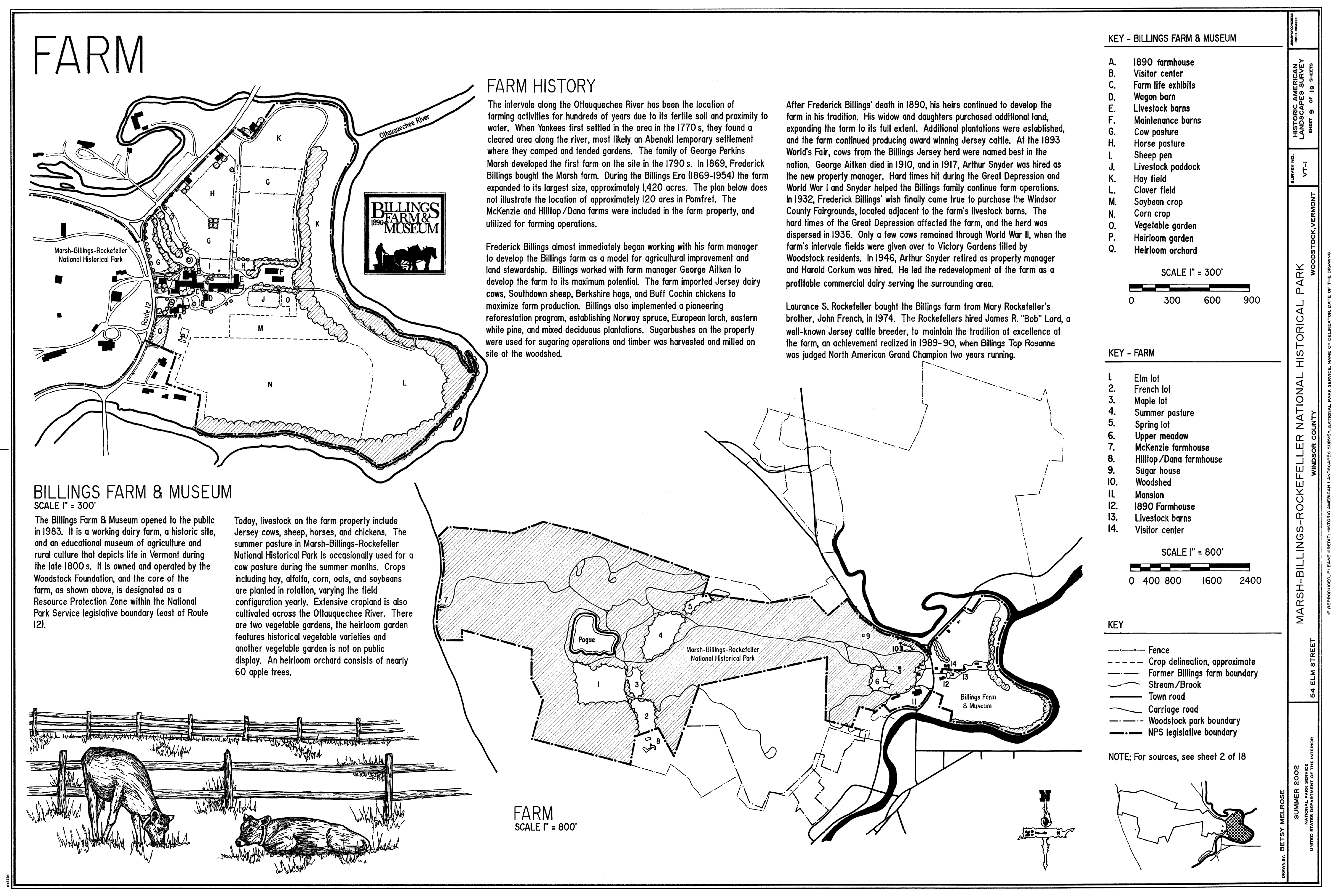
Karte der Billings Farm und des Marsh-Billings-Rockefeller National Historical Park

Bei der Billings Farm handelt es sich um einen landwirtschaftlichen Musterbetrieb und ein entsprechendes Freilichtmuseum in der Nähe von Woodstock im US-Bundesstaat Vermont.
Der Geschäftsmann, Rechtsanwalt und frühe Naturschützer Frederick Billings gründete diesen auf Milchwirtschaft spezialisierten Hof bereits 1871. In seinem restaurierten Zustand veranschaulicht er das Alltagsleben um die Jahrhundertwende zum 20. Jahrhundert besonders gut.
Tägliche Vorführungen geben einen Einblick über die damalige Tierhaltung. Selbst im Keller des Farmhauses von 1890 wird noch Butter hergestellt. Eine Ausstellung über zwei weitere Stockwerke zum ländlichen Leben Vermonts in jener Zeit rundet das Bild ebenso ab wie die regelmäßige Vorführung des für einen Oscar nominierten Dokumentarfilmes über den Naturschutz im Verbund mit der Landwirtschaft namens A place in the land.

## Adresse
Route 12 & River Road

P.O. Box 489

Woodstock, VT 05091-0489